# Elisabeth Stiefel

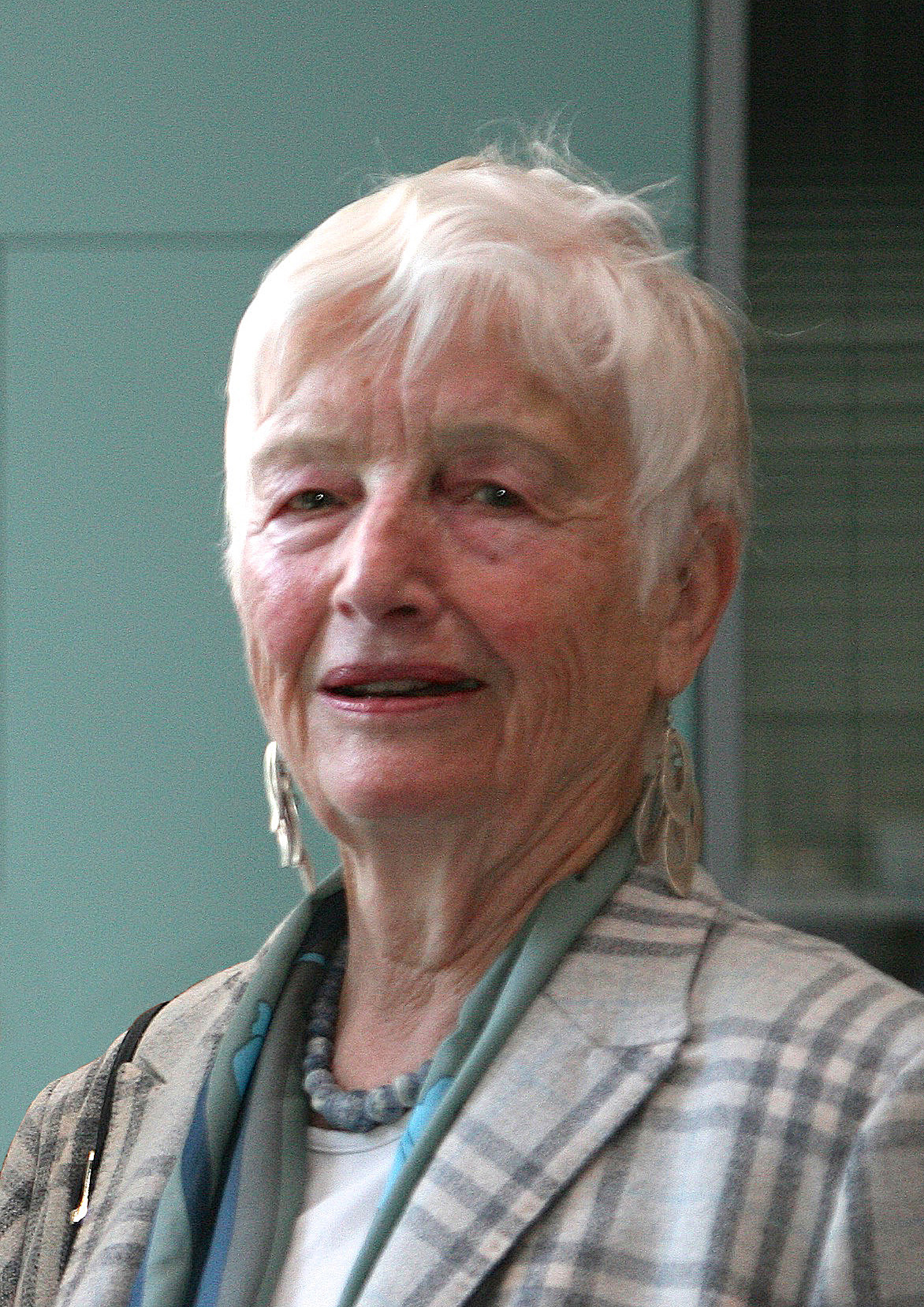
Elisabeth Stiefel (2015)

Elisabeth Stiefel (geboren 10. April 1929 in Ulm) ist eine deutsche Ökonomin und Wirtschaftswissenschaftlerin. Ihr Schwerpunkt liegt in feministischer Ökonomie, Gender Budgeting und Bürgerhaushalt.

## Ausbildung
Elisabeth Stiefel wurde in eine pietistische Familie geboren. Der Vater war Pfarrer, die Familie wechselte oft den Wohnort. Im Jahr 1949 legte sie in Göppingen ihr Abitur ab. Anschließend begann sie am Leibniz-Kolleg Tübingen ein Studium Generale. Sie hatte an der Eberhard-Karls-Universität Tübingen keine Studienzulassung für Wirtschaftswissenschaften erhalten, weil zum damaligen Zeitpunkt männliche Kriegsrückkehrer bevorzugt zum Studium zugelassen wurden.
Im Jahr 1950 erhielt sie ein USA-Stipendium und begann Wirtschaftswissenschaften an der University of Wyoming in Laramie zu studieren, was sie ab 1951 in Paris an der Faculté de Droit der Universität Paris (Sorbonne) fortsetzte und 1953 in Tübingen als Diplom-Volkswirtin abschloss. Ein Promotionsstipendium führte sie anschließend erneut für ein Jahr nach Paris an die Sorbonne.
1958 schloss sie ihre Promotion an der Rechts- und Wirtschaftswissenschaftlichen Fakultät der Universität Tübingen mit einer Arbeit über Frankreichs Beitrag zur Wirtschaftskreislauf-Theorie ab. Bis zur Beendigung ihrer Dissertation arbeitete sie parallel als Kontoristin und Sachbearbeiterin in einem mittelständischen metallverarbeitenden Unternehmen.

## Beruflicher Werdegang
Nach familiär bedingter Auszeit in den Jahren 1958 bis 1969, in der sie zwei Töchter zur Welt brachte, arbeitete sie zeitgleich als Hilfslehrerin an einer Hauptschule und im mittleren Management einer weltweit operierenden Ingenieursgesellschaft.
Im Jahr 1973 erhielt Elisabeth Stiefel eine Anstellung als Referentin für berufliche Bildung beim Volkshochschulverband in Nordrhein-Westfalen und war zuständig für die Weiterentwicklung und Integration von beruflicher und politischer Bildung, die Veränderung der Curricula mit Fokus auf die Modernisierung klassischer Frauenberufe sowie die Entwicklung von Qualifizierungen in mathematisch-naturwissenschaftlich-technischen Fächern. Ab 1990 war sie im Auftrag der Landeszentrale für politische Bildung Nordrhein-Westfalen als Beraterin für den Aufbau bildungspolitischer Strukturen im Land Brandenburg tätig. Seit 1993 ist sie pensioniert und widmet sich wieder verstärkt ihrem Forschungsgegenstand feministische Ökonomie.
In einem Interview, das Elisabeth Stiefel kurz vor ihrem 90. Geburtstag den Autorinnen Birgit Buchinger, Ute Dorau und Ela Großmann in Köln gewährt hat, beschreibt sich Stiefel „zwischen einer pietistischen Feministin und einer feministischen Pietistin“.

## Feministische Ökonomie
Elisabeth Stiefel hat sich wissenschaftlich mit den Zusammenhängen von Geschlecht, Arbeit und Ökonomie beschäftigt. Sie ist für die Themen feministische Ökonomie, Gender Budgeting und Bürgerhaushalt sowie Gender-Mainstreaming als Speakerin, Expertin und Referentin tätig. Außerdem engagiert sie sich in internationalen Netzwerken der feministischen Ökonomie.
Im Jahr 2017 nahm sie an einem mehrtägigen Forschungsgespräch zur Versorgungsökonomie an der Universität Vechta teil. Ihr Beitrag wurde in Ökonomie des Versorgens. Feministisch-kritische Wirtschaftstheorien im deutschsprachigen Raum der feministischen Ökonomin Ulrike Knobloch publiziert.

## Mitgliedschaften
- Mitglied der International Association for Feminist Economics (IAFFE)
- Mitglied in GMEI – Gender Mainstreaming Experts International[7]
- Mitglied im European Gender Budgeting Network (EGBN)[8]
- Mitglied der SPD seit 1968

## Veröffentlichungen (Auswahl)
- Der Ursprung der Wirtschaftskreislauftheorie in Frankreich. Dissertation, Eberhard-Karls-Universität, Tübingen 1958, Signatur: UM 8053, 144 Bl.
- Über den Zwiespalt zwischen globaler Ökonomie und der simplen Sorge für das Leben. In: Internationale Politik und Gesellschaft Online: International Politics and Society. 1998[9]
- Stadt der Männer? Stadt der Frauen – Stadt für alle. Hans-Böckler-Stiftung, 2002[10]
- Gender Budgeting and Participation for Gender Equality[11]
- Mehr Geschlechtergerechtigkeit durch Bürgerhaushalte?[12]
- Gender Budgeting eröffnet neue Sichtweisen[13]
- Im Blickpunkt: die Care-Ökonomie und ihre Krise[14]
- Daniela Gottschlich, Elisabeth Stiefel: Perspektiven gendergerechten Wirtschaftens. Fachgespräch „Green Economy – Wirtschaften für nachhaltige Lebensbedingungen“. In: Rundbrief Forum Umwelt und Entwicklung, 4/2011, S. 39.
- Fortschritt im Spagat[15]
- Unpaid Care and Economic Welfare.[16]
- Nachdenken über Arbeit – eine feministische Perspektive.[17]
- Mut zum Weiterdenken: Die Arbeitswelt von morgen[18]
- Im toten Winkel der Volkswirtschaftslehre[19]
- Das Wirtschaftsmodell endlich vom Mann auf die Füße stellen[20]
- Der ökonomische Mann. In: Ulrike Knobloch (Hrsg.): Ökonomie des Versorgens. Feministisch-kritische Wirtschaftstheorien im deutschsprachigen Raum. Beltz Juventa, Weinheim 2019, ISBN 978-3-7799-3948-1.
- Arbeit im Brennglas von Haushalt und Familie. In: Ulrike Knobloch (Hrsg.): Caring Societies – Sorgende Gesellschaften. Neue Abhängigkeiten oder mehr Gerechtigkeit? Beltz Juventa, Weinheim 2022, ISBN 978-3-7799-7196-2.